# Elleanthus coriifolius
Elleanthus coriifolius är en orkidéart som först beskrevs av Heinrich Gustav Reichenbach och Jean Jules Linden, och fick sitt nu gällande namn av Heinrich Gustav Reichenbach. Elleanthus coriifolius ingår i släktet Elleanthus och familjen orkidéer.
Artens utbredningsområde är Colombia. Inga underarter finns listade i Catalogue of Life.